# Folkman Schaanning
Folkmann Schaanning (Trondheim, 8 luglio 1886 – 1º gennaio 1964) è stato un attore norvegese.

## Filmografia
- 1934: En stille flirt.
- 1938: Bør Børson Jr.
- 1940: Tante Pose.
- 1940: Tørres Snørtevold.
- 1941: Gullfjellet.
- 1942: Det ække te å tru.
- 1943: Den nye lægen.
- 1943: Sangen til livet.
- 1946: Et spøkelse forelsker se].
- 1948: Trollfossen.
- 1948: Kampen om tungtvannet.
- 1949: Vi flyger på Rio.
- 1952: Nødlanding.
- 1952: Andrine og Kjell.
- 1954: Portrettet.
- 1954: Heksenetter.